# Pristimantis nubisilva
Espèce
Pristimantis nubisilva est une espèce d'amphibiens de la famille des Craugastoridae.

## Répartition
Cette espèce est endémique de la péninsule de Paria dans l'État de Sucre au Venezuela. Elle se rencontre entre 650 et 1 200 m d'altitude sur le versant Sud du Cerro Humo.

## Description
La femelle holotype mesure 24,5 mm, les mâles mesurent de 16,7 à 21,8 mm.

## Étymologie
Son nom d'espèce, du latin, nubes, « le nuage », et de silva, « la forêt », lui a été donné en référence à son habitat, la forêt de nuage.

## Publication originale
- Kaiser, Barrio-Amorós, Rivas-Fuenmayor, Steinlein & Schmid, 2015 : Five new species of Pristimantis (Anura: Strabomantidae) from the coastal cloud forest of the Península de Paria, Venezuela. Journal of Threatened Taxa, vol. 7, p. 7047–7088 (texte intégral).